# Maren Wichardt
Maren Wichardt est une joueuse internationale allemande de rink hockey née le 29 septembre 1984.   . 

## Palmarès
En 2016, elle participe au championnat du monde.